# Leider Preciado
Leider Calimenio Preciado Guerrero (Tumaco, 26 de febrer de 1977) és un exfutbolista colombià, que ocupava la posició de davanter.

## Trajectòria
Va començar a destacar a les files del Santa Fé. El 1998, i després de disputar el Mundial 1998 amb la selecció colombiana, crida l'atenció del Racing de Santander, on no acaba de quallar. El 2001 retorna al seu país, on esdevé en un dels atacants més destacats del campionat local, intercalat amb breus estades a equips àrabs i equatorians.
Ha estat internacional amb Colòmbia en 11 ocasions, tot marcant 4 gols.

### Equips
| Club                    | País           | Any       |
| ----------------------- | -------------- | --------- |
| Santa Fe                | Colòmbia       | 1995-1998 |
| Racing de Santander     | Espanya        | 1998-1999 |
| CD Toledo               | Espanya        | 1999-2000 |
| Santa Fe                | Colòmbia       | 2000-2001 |
| Once Caldas             | Colòmbia       | 2002      |
| Deportivo Cali          | Colòmbia       | 2002-2003 |
| Santa Fe                | Colòmbia       | 2004-2005 |
| Al-Shabab Club Al-Riyad | Aràbia Saudita | 2005      |
| Santa Fe                | Colòmbia       | 2006-2008 |
| Deportivo Quito         | Equador        | 2008-2009 |
| América de Cali         | Colòmbia       | 2009      |
| Atlético Bucaramanga    | Colòmbia       | 2010      |

## Palmarès
- Màxim golejador del Torneig Finalización: 2003, 2004
- Campionat de l'Equador: 2008